# Gewone coelacant
De gewone coelacant (Latimeria chalumnae) is een vis van het geslacht Latimeria. Geslachten uit de familie Latimeriidae en de klasse Sarcopterygii (Kwastvinnigen) waren tot in de twintigste eeuw alleen als fossiel bekend.

## Kenmerken
De huid is bedekt met grote, dikke schubben met iriserende witte vlekken. De vinnen zijn gepaard met een gespierde basis, terwijl de staartvin een ongebruikelijke middenlob heeft. Ze hebben zeer beweeglijke borstvinnen. De ademhaling geschiedt door de mond, keelholte en ingewanden. Het dier heeft geen zwemblaas. De lichaamslengte bedraagt 150 tot 180 cm en het gewicht 65 tot 98 kg.

## Verspreiding en leefgebied
Deze soort komt voor ten westen van de Indische Oceaan op diepten van 150 tot 700 meter op holenrijke, onderzeese rotshellingen, waarover een sterke oceaanstroming staat.

## Ontdekking
Op 23 december 1938 werd in Zuid-Afrika, bij de monding van de Chalumna, door trawlerkapitein Hendrik Goosen een onbekende vis gevangen. Marjorie Courtenay-Latimer van het East London Museum ontdekte de vis in een speciaal voor het museum bestemde bak met bijvangsten van vreemde vissen. Zij nam contact op met de Zuid-Afrikaanse ichtyoloog James Leonard Brierley Smith, die de vis het jaar daarop onderzocht. Zijn onderzoek bevestigde het vermoeden dat het om een coelacant ging, en hij publiceerde zijn bevindingen in een artikel in Nature waarin het dier benoemd werd als Latimeria chalumnae. De geslachtsnaam eert Latimer.

## Meer onderzoek
Smith ging op zoek naar meer exemplaren, en in Zuid-Afrika en elders werd een beloning opgesteld voor een volgende vangst. In december 1952 werd een exemplaar gevangen bij de Comoren. Smith wist het te bemachtigen, en beschreef het exemplaar onder de naam Malania anjouae — later zou blijken dat het een iets afwijkend individu van Latimeria chalumnae betrof.
De Fransen, die de Comoren als kolonie hadden, waren woedend, en de verdere uitvoer van coelacanten werd verboden. Tot 1965 konden slechts Franse wetenschappers de vissen onderzoeken, en deze deden een minutieus onderzoek naar de anatomie van de dieren.

### Observaties onder water
In National Geographic Magazine van juni 1988 zijn voor het eerst beelden gepubliceerd waarin de coelacant in zijn natuurlijke leefomgeving is te zien. Het artikel en de foto's zijn gemaakt door Hans Fricke en is getiteld 'Coelacanths: The fish that time forgot'. Fricke maakte gebruik van een speciaal voor dit doel gebouwde tweepersoonsminiduikboot, de Geo.
In 1989 vervolgde het team van Fricke deze observaties, nu met de Jago, een bemande onderzoekduikboot die dieper kan duiken. In 1994 werden de observaties herhaald.
Tussen 1995 en 2001 waren er zo nu en dan meldingen van vangsten door trawlers voor de kust van Kenia en Tanzania.
In 2000 was een duikteam met de Jago weer op de Comoren en deed waarnemingen. Ze concludeerden dat zich daar een populatie van tweehonderd tot driehonderd exemplaren bevindt. Ook in 2000 ontdekten sportduikers, met speciale uitrusting voor diepzeeduiken, een nieuwe populatie op 114 meter diepte in Sodwana Bay, een maritiem natuurpark in het oosten van Zuid-Afrika (KwaZoeloe-Natal) op de grens met Mozambique. Tussen 2002 en 2004 deed het duikteam daar ook observaties met de Jago en concludeerde dat daar zeker 25 exemplaren verblijven. Er werden monsters genomen en uit DNA-onderzoek zou blijken dat dit dezelfde soort is als die rond de Comoren. In 2007 zagen Japanse onderzoekers van het Fukushima Aquarium met hun op afstand bestuurbare duikboot negen coelacanten voor de kust van Tanzania.

### Status als beschermd dier
In 1990 werd deze vissoort als "kwetsbaar" op de internationale Rode Lijst van de IUCN geplaatst en in 2000 werd de status "ernstig bedreigd" (kritiek) toegekend, met de vermelding dat een update noodzakelijk is.